# Hugh Williamson
Hugh Williamson (Chester County (Pennsylvania), 5 december 1735 – New York), 22 mei 1819) was een Amerikaans politicus. Hij werd bekend door zijn optreden namens North Carolina bij de Constitutional Convention. Williamson was een van de ondertekenaars van de Amerikaanse Grondwet en lid van het Huis van Afgevaardigden

## Levensloop
Williamson studeerde aan de Universiteit van Pennsylvania. Daarna doceerde hij Latijn aan de Philadelphia Academy. Vervolgens verhuisde hij naar Connecticut en verwierf daar een zijn licentie voor het predikantschap. Hij raakte echter verwikkeld in verschillende meningsverschillen met de lokale kerkleden en had last van zijn gezondheid. Daarom besloot hij te stoppen als predikant. Hij behaalde in 1760 een master aan de Universiteit van Pennsylvania en ging daar wiskunde doceren.
Vier jaar later maakte Williamson opnieuw een carrière-switch. Hij vertrok naar Europa en keerde naar Amerika terug met een graad in de medicijnen die hij behaald had aan de Universiteit van Utrecht. In Philadelphia opende Williamson zijn eigen artsenpraktijk. Ook was hij betrokken bij verschillende wetenschappelijke onderzoeken en uitgaven. Zo werd hij lid van de prestigieuze American Philosophical Society.
In 1773 was Williamson op reis naar Londen. Hij maakte een tussenstop in Boston en was daar getuige van de Boston Tea Party, waarbij Amerikaanse patriotten verkleed als indianen een lading thee overboord gooiden uit verzet tegen de nieuwe importeisen van het Britse parlement. Bij aankomst in Londen moest hij voor de rechtbank een getuigenis afleggen over wat hij had gezien. Hij waarschuwde de Britten daar dat harde tegenmaatregelen een opstand zouden veroorzaken. Vervolgens stelde hij dat de Amerikaanse bewoners in de koloniën evenveel rechten hadden als Engelsen, inclusief de vertegenwoordiging in het parlement. Zijn getuigenis trok de aandacht van verschillende prominente Amerikanen, onder wie Benjamin Franklin.
Williamson vervolgde zijn reis naar Nederland waar hij ontmoetingen had met verschillende wetenschappers. Terwijl hij daar was vernam hij dat de Amerikaanse koloniën zich onafhankelijk van Groot-Brittannië hadden verklaard. Hij haastte zich terug naar Philadelphia en arriveerde daar begin 1777. Williamson meldde zich direct als dokter bij het Continental Army, maar er was geen plek waar hij direct inzetbaar was. Daarom hield hij zich bezig met het smokkelen van medische goederen door de Britse blokkade. Hij deed dat vanuit Edenton, North Carolina, en begon daar ook een artsenpraktijk voor de lokale boeren.
In North Carolina trok Williamson de aandacht van de plaatselijke politieke leiders. Hij kreeg daarom de verantwoordelijkheid over de gezondheidszorg binnen de staat. In deze functie bleef hij tot het einde van de oorlog werkzaam.
De Britten namen in 1780 Charleston in South Carolina in. Dit was een grote klap voor de Amerikaanse strijdkrachten. Zij leden een nieuwe nederlaag in de buurt van Camden. Williamson was getuige van de nederlaag en werkte daarna vrijwillig achter de Britse linies onder Amerikaanse krijgsgevangenenkampen. Toen er uitbraak was van rode pokken adviseerde hij de Britse officieren hoe zij maatregelen konden nemen om verdere uitbraak van de ziekte tegen te gaan. Zij kenden zijn reputatie en luisterden naar hem. Als gevolg daarvan waren er geen verdere uitbraken.
Williamson werd in 1782 gekozen in het lagerhuis van North Carolina. Hij had daarin verschillende termijnen zitting. Namens diezelfde staat wordt hij gekozen als afgevaardigde naar het Continental Congress. Hij groeide daar uit tot een federalist. Hij vond dat er meer macht moest komen te liggen bij de federale overheid, ten koste van de staten.
Bij de Constitutional Convention in Philadelphia waar besloten werd over de inhoud van de Amerikaanse grondwet was Williamson een van de leiders van de delegatie van North Carolina. Hij deed een voorstel waarin stond dat slaven voor drie vijfde burger zouden meetellen bij de samenstelling van een bevolking van een staat. Dit was belangrijk omdat op basis daarvan werd vastgesteld hoeveel Afgevaardigden elke staat zou krijgen in het Huis van Afgevaardigden. Ook was het belangrijk bij bijvoorbeeld het vaststellen van de belasting. Dit voorstel haalde het niet, maar een gelijk voorstel dat twee dagen later werd aangenomen haalde het wel. Nadat de grondwet was opgesteld speelde Williamson ook een belangrijke rol in het ratificeringsproces van de staat North Carolina. Dit ging niet zonder slag of stoot, maar uiteindelijk stemde het parlement van North Carolina in met de grondwet.
Williamson werd in 1789 vervolgens gekozen als lid van het Huis van Afgevaardigden. Hij had daar twee termijnen zitting in. In datzelfde jaar trouwde hij met Maria Apthorpe en verhuisde naar New York. Samen kregen zij twee zonen.
Baldwin · Bassett · Bedford · Blair · Blount · Brearley · Broom · Butler · Carroll · Clymer · Daniel · Dayton · Dickinson · Few · Fitzsimons · Franklin · Gilman · Gorham · Hamilton · Ingersoll · Johnson · King · Langdon · Livingston · Madison · McHenry · Mifflin · G. Morris · R. Morris · Paterson · C. C. Pinckney · Pinckney · Read · Rutledge · Sherman · Spaight · Washington · Williamson · Wilson
- Gemeinsame Normdatei: 141735732
- International Standard Name Identifier: 0000 0000 8087 3696
- Library of Congress Control Number: n84804806
- Nationale Bibliotheek van Israël: 987010649207505171
- Nederlandse Thesaurus van Auteursnamen: 263653641
- Istituto Centrale per il Catalogo Unico: LO1V430070
- SNAC: w65m661s
- Système universitaire de documentation: 236952587
- Biographical Directory of the United States Congress: W000551
- Virtual International Authority File: 7766523
- WorldCat: E39PBJyWTPYyjwWdr398YMyPQq